# Parasolka (województwo łódzkie)
Parasolka – kolonia w Polsce położona w województwie łódzkim, w powiecie bełchatowskim, w gminie Bełchatów.
W latach 1975–1998 miejscowość należała administracyjnie do województwa piotrkowskiego.
Przez miejscowość przebiega droga krajowa nr 74.